# Mistrovství světa v rychlobruslení juniorů 2006

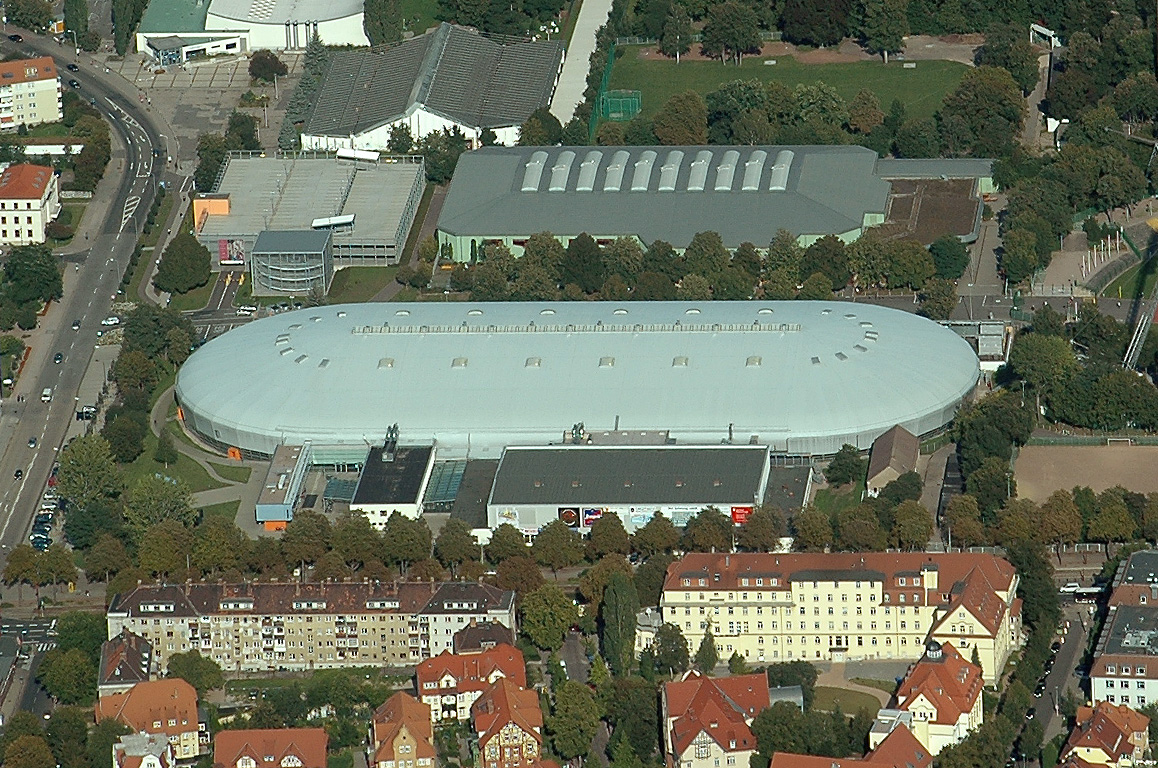
Gunda Niemann-Stirnemann Halle v Erfurtu

Mistrovství světa v rychlobruslení juniorů 2006 se konalo od 10. do 12. března 2006 v rychlobruslařské hale Gunda Niemann-Stirnemann Halle v německém Erfurtu. Celkově se jednalo o 35. světový šampionát pro chlapce a 34. pro dívky. Českou výpravu tvořili Zdeněk Haselberger, Pavel Kulma, Milan Sáblík, Andrea Jirků a Martina Sáblíková.
| Program                                   | Program                                     | Program                                                         |
| ----------------------------------------- | ------------------------------------------- | --------------------------------------------------------------- |
| 10. března                                | 11. března                                  | 12. března                                                      |
| 500 m chlapci 500 m dívky 3 000 m chlapci | 1 000 m dívky 1 500 m chlapci 1 500 m dívky | 3 000 m dívky 5 000 m chlapci družstva dívky1 družstva chlapci1 |

1 závody, které se nezapočítávaly do víceboje

## Chlapci
| Pořadí | Jméno              | Země        | Celkový čas |
| ------ | ------------------ | ----------- | ----------- |
| 1.     | Mo Tche-pom        | Jižní Korea | 35,83       |
| 2.     | Igor Nefeďev       | Rusko       | 36,48       |
| 3.     | Alexej Žigin       | Kazachstán  | 36,80       |
| 4.     | Håvard Bøkko       | Norsko      | 36,82       |
| 5.     | Čoj Čin-jong       | Jižní Korea | 36,90       |
| 6.     | Kreg Greer         | USA         | 36,98       |
| 7.     | Kim Jong-ho        | Jižní Korea | 37,15       |
| 8.     | Mike Blumel        | USA         | 37,20       |
| 8.     | Philippe Riopel    | Kanada      | 37,20       |
| 10.    | Čchen Ceng-čchiang | Čína        | 37,23       |
|        |                    |             |             |
| 42.    | Milan Sáblík       | Česko       | 39,56       |
| 50.    | Zdeněk Haselberger | Česko       | 40,76       |
| 53.    | Pavel Kulma        | Česko       | 41,98       |

| Pořadí | Jméno              | Země        | Celkový čas |
| ------ | ------------------ | ----------- | ----------- |
| 1.     | Håvard Bøkko       | Norsko      | 3:45,51     |
| 2.     | Wouter olde Heuvel | Nizozemsko  | 3:52,28     |
| 3.     | Ted-Jan Bloemen    | Nizozemsko  | 3:52,84     |
| 4.     | Šingo Hašibami     | Japonsko    | 3:53,73     |
| 5.     | Alexej Žigin       | Kazachstán  | 3:53,75     |
| 6.     | Hiroki Abe         | Japonsko    | 3:55,18     |
| 7.     | Lucas Makowsky     | Kanada      | 3.55,23     |
| 8.     | Tim Roelofsen      | Nizozemsko  | 3:55,40     |
| 9.     | Čoj Čin-jong       | Jižní Korea | 3:55,85     |
| 10.    | Luca Stefani       | Itálie      | 3:57,36     |
|        |                    |             |             |
| 43.    | Zdeněk Haselberger | Česko       | 4:13,66     |
| 44.    | Milan Sáblík       | Česko       | 4:13,78     |
| 45.    | Pavel Kulma        | Česko       | 4:13,82     |

| Pořadí | Jméno              | Země        | Celkový čas |
| ------ | ------------------ | ----------- | ----------- |
| 1.     | Mo Tche-pom        | Jižní Korea | 1:49,71     |
| 2.     | Håvard Bøkko       | Norsko      | 1:49,75     |
| 3.     | Igor Nefeďev       | Rusko       | 1:50,88     |
| 4.     | Čoj Čin-jong       | Jižní Korea | 1:51,09     |
| 5.     | Wouter olde Heuvel | Nizozemsko  | 1:51,21     |
| 6.     | Šingo Hašibami     | Japonsko    | 1:51,49     |
| 7.     | Alexej Žigin       | Kazachstán  | 1:51,75     |
| 8.     | Lucas Makowsky     | Kanada      | 1:51,94     |
| 9.     | Ted-Jan Bloemen    | Nizozemsko  | 1:51,97     |
| 10.    | Kim Jong-ho        | Jižní Korea | 1:52,90     |
|        |                    |             |             |
| 41.    | Pavel Kulma        | Česko       | 1:59,98     |
| 45.    | Milan Sáblík       | Česko       | 2:00,91     |
| 49.    | Zdeněk Haselberger | Česko       | 2:02,43     |

| Pořadí | Jméno              | Země       | Celkový čas |
| ------ | ------------------ | ---------- | ----------- |
| 1.     | Håvard Bøkko       | Norsko     | 6:30,53     |
| 2.     | Wouter olde Heuvel | Nizozemsko | 6:33,12     |
| 3.     | Ted-Jan Bloemen    | Nizozemsko | 6:37,36     |
| 4.     | Šingo Hašibami     | Japonsko   | 6:40,25     |
| 5.     | Christian Pichler  | Rakousko   | 6:45,60     |
| 6.     | Alexej Žigin       | Kazachstán | 6:48,47     |
| 7.     | Luca Stefani       | Itálie     | 6:50,06     |
| 8.     | Hiroki Abe         | Japonsko   | 6:50,10     |
| 9.     | Lucas Makowsky     | Kanada     | 6:52,15     |
| 10.    | Tim Roelofsen      | Nizozemsko | 6:53,67     |

### Celkové výsledky víceboje
- Závodu se zúčastnilo 55 závodníků.

| Pořadí           | Jméno              | Země        | 500 m       | 3 000 m       | 1 500 m       | 5 000 m       | Počet bodů |
| Zlatá medaile    | Håvard Bøkko       | Norsko      | 36,82 (4.)  | 3:45,51 (1.)  | 1:49,75 (2.)  | 6:30,53 (1.)  | 150,041    |
| Stříbrná medaile | Wouter olde Heuvel | Nizozemsko  | 37,38 (14.) | 3:52,28 (2.)  | 1:51,21 (5.)  | 6:33,12 (2.)  | 152,475    |
| Bronzová medaile | Šingo Hašibami     | Japonsko    | 37,67 (17.) | 3:53,73 (4.)  | 1:51,49 (6.)  | 6:40,25 (4.)  | 153,813    |
| 4.               | Alexej Žigin       | Kazachstán  | 36,80 (3.)  | 3:53,75 (5.)  | 1:51,75 (7.)  | 6:48,47 (6.)  | 153,855    |
| 5.               | Ted-Jan Bloemen    | Nizozemsko  | 38,03 (22.) | 3:52,84 (3.)  | 1:51,97 (9.)  | 6:37,36 (3.)  | 153,895    |
| 6.               | Mo Tche-pom        | Jižní Korea | 35,83 (1.)  | 4:01,00 (20.) | 1:49,71 (1.)  | 7:03,38 (20.) | 154,904    |
| 7.               | Čoj Čin-jong       | Jižní Korea | 36,90 (5.)  | 3:55,85 (9.)  | 1:51,09 (4.)  | 6:56,84 (13.) | 154,922    |
| 8.               | Lucas Makowsky     | Kanada      | 37,30 (12.) | 3:55,23 (7.)  | 1:51,94 (8.)  | 6:52,15 (9.)  | 155,033    |
| 9.               | Igor Nefeďev       | Rusko       | 36,48 (2.)  | 3:58,87 (16.) | 1:50,88 (3.)  | 7:06,07 (21.) | 155,858    |
| 10.              | Tim Roelofsen      | Nizozemsko  | 37,73 (19.) | 3:55,40 (8.)  | 1:52,94 (11.) | 6:53,67 (10.) | 155,976    |
|                  |                    |             |             |               |               |               |            |
| 43.              | Milan Sáblík       | Česko       | 39,56 (42.) | 4:13,78 (44.) | 2:00,91 (45.) | —             | 122,159    |
| 49.              | Zdeněk Haselberger | Česko       | 40,76 (50.) | 4:13,66 (43.) | 2:02,43 (49.) | —             | 123,846    |
| 50.              | Pavel Kulma        | Česko       | 41,98 (53.) | 4:13,82 (45.) | 1:59,98 (41.) | —             | 124,276    |

### Stíhací závod družstev
- Závodu se zúčastnilo 17 týmů.

| Pořadí           | Jméno                                                                 | Celkový čas |
| ---------------- | --------------------------------------------------------------------- | ----------- |
| Zlatá medaile    | Nizozemsko Ted-Jan Bloemen, Boris Kusmirak, Wouter olde Heuvel        | 3:56,27     |
| Stříbrná medaile | Jižní Korea Čoj Čin-jong, Kim Jong-ho, Mo Tche-pom                    | 3:58,77     |
| Bronzová medaile | Kanada Lucas Makowsky, Matt McLean, Aaron Sadlier                     | 3:59,16     |
| 4.               | USA Brent Aussprung, Mike Blumel, Kreg Greer                          | 4:01,24     |
| 5.               | Bělorusko Vitalij Michajlov, Roman Smirnov, Vadim Visockij            | 4:02,72     |
| 6.               | Japonsko Hiroki Abe, Šingo Hašibami, Masaši Mičišita                  | 4:04,42     |
| 7.               | Německo Arne Becker, Nico Dorsch, Eric Rauschenbach                   | 4:04,80     |
| 8.               | Itálie Marco Cignini, Jan Daldossi, Luca Stefani                      | 4:05,41     |
| 9.               | Rusko Sergej Grjazcov, Alexandr Lebeděv, Igor Nefeďev                 | 4:06,29     |
| 10.              | Norsko Håvard Bøkko, Joachim Jalmar Haugen, Christoffer Fagerli Rukke | 4:08,08     |
|                  |                                                                       |             |
| 12.              | Česko Zdeněk Haselberger, Pavel Kulma, Milan Sáblík                   | 4:10,81     |

## Dívky
| Pořadí | Jméno                    | Země        | Celkový čas |
| ------ | ------------------------ | ----------- | ----------- |
| 1.     | Kim Ju-lim               | Jižní Korea | 39,48       |
| 2.     | I Ču-jon                 | Jižní Korea | 40,38       |
| 3.     | Sü Ťin-ťin               | Čína        | 40,40       |
| 4.     | Jennifer Plateová        | Německo     | 40,43       |
| 5.     | Maren van Spronsenová    | Nizozemsko  | 40,71       |
| 6.     | Šiho Išizawaová          | Japonsko    | 40,84       |
| 7.     | Nancy Swiderová-Peltzová | USA         | 40,90       |
| 8.     | Ingeborg Kroonová        | Nizozemsko  | 40,99       |
| 9.     | Justine l'Heureuxová     | Kanada      | 41,08       |
| 10.    | Šoko Fudžimuraová        | Japonsko    | 41,12       |
|        |                          |             |             |
| 13.    | Martina Sáblíková        | Česko       | 41,22       |
| 33.    | Andrea Jirků             | Česko       | 42,93       |

| Pořadí | Jméno                    | Země        | Celkový čas |
| ------ | ------------------------ | ----------- | ----------- |
| 1.     | Kim Ju-lim               | Jižní Korea | 1:18,26     |
| 2.     | I Ču-jon                 | Jižní Korea | 1:18,89     |
| 3.     | Maren van Spronsenová    | Nizozemsko  | 1:19,60     |
| 4.     | Martina Sáblíková        | Česko       | 1:19,95     |
| 5.     | Nancy Swiderová-Peltzová | USA         | 1:20,25     |
| 6.     | No Son-jong              | Jižní Korea | 1:20,27     |
| 7.     | Sü Ťin-ťin               | Čína        | 1:20,43     |
| 8.     | Šiho Išizawaová          | Japonsko    | 1:20,79     |
| 9.     | Šoko Fudžimuraová        | Japonsko    | 1:21,11     |
| 10.    | Ingeborg Kroonová        | Nizozemsko  | 1:21,38     |
|        |                          |             |             |
| 29.    | Andrea Jirků             | Česko       | 1:23,83     |

| Pořadí | Jméno                    | Země        | Celkový čas |
| ------ | ------------------------ | ----------- | ----------- |
| 1.     | Kim Ju-lim               | Jižní Korea | 2:00,73     |
| 2.     | Martina Sáblíková        | Česko       | 2:00,74     |
| 2.     | I Ču-jon                 | Jižní Korea | 2:00,74     |
| 4.     | Masako Hozumiová         | Japonsko    | 2:02,89     |
| 5.     | No Son-jong              | Jižní Korea | 2:02,95     |
| 6.     | Nancy Swiderová-Peltzová | USA         | 2:03,12     |
| 7.     | Šoko Fudžimuraová        | Japonsko    | 2:03,24     |
| 8.     | Stephanie Beckertová     | Německo     | 2:03,53     |
| 9.     | Ingeborg Kroonová        | Nizozemsko  | 2:03,85     |
| 10.    | Maren van Spronsenová    | Nizozemsko  | 2:03,86     |
|        |                          |             |             |
| 22.    | Andrea Jirků             | Česko       | 2:07,23     |

| Pořadí | Jméno                      | Země        | Celkový čas |
| ------ | -------------------------- | ----------- | ----------- |
| 1.     | Martina Sáblíková          | Česko       | 4:08,26     |
| 2.     | Stephanie Beckertová       | Německo     | 4:11,86     |
| 3.     | Foske Tamar van der Walová | Nizozemsko  | 4:16,27     |
| 4.     | I Ču-jon                   | Jižní Korea | 4:17,75     |
| 5.     | No Son-jong                | Jižní Korea | 4:18,00     |
| 6.     | Nancy Swiderová-Peltzová   | USA         | 4:18,55     |
| 7.     | Maren van Spronsenová      | Nizozemsko  | 4:20,21     |
| 8.     | Masako Hozumiová           | Japonsko    | 4:20,34     |
| 9.     | Šoko Fudžimuraová          | Japonsko    | 4:20,55     |
| 10.    | Sü Ťin-ťin                 | Čína        | 4:21,20     |
|        |                            |             |             |
| 15.    | Andrea Jirků               | Česko       | 4:25,03     |

### Celkové výsledky víceboje
- Závodu se zúčastnilo 44 závodnic.

| Pořadí           | Jméno                    | Země        | 500 m       | 1 000 m       | 1 500 m       | 3 000 m       | Počet bodů |
| Zlatá medaile    | Kim Ju-lim               | Jižní Korea | 39,48 (1.)  | 1:18,26 (1.)  | 2:00,73 (1.)  | 4:23,44 (13.) | 162,759    |
| Stříbrná medaile | Martina Sáblíková        | Česko       | 41,22 (13.) | 1:19,95 (4.)  | 2:00,74 (2.)  | 4:08,26 (1.)  | 162,817    |
| Bronzová medaile | I Ču-jon                 | Jižní Korea | 40,38 (2.)  | 1:18,89 (2.)  | 2:00,74 (2.)  | 4:17,75 (4.)  | 163,029    |
| 4.               | Nancy Swiderová-Peltzová | USA         | 40,90 (7.)  | 1:20,25 (5.)  | 2:03,12 (6.)  | 4:18,55 (6.)  | 165,156    |
| 5.               | Maren van Spronsenová    | Nizozemsko  | 40,71 (5.)  | 1:19,60 (3.)  | 2:03,86 (10.) | 4:20,21 (7.)  | 165,164    |
| 6.               | No Son-jong              | Jižní Korea | 41,22 (13.) | 1:20,27 (6.)  | 2:02,95 (5.)  | 4:18,00 (5.)  | 165,338    |
| 7.               | Sü Ťin-ťin               | Čína        | 40,40 (3.)  | 1:20,43 (7.)  | 2:04,00 (12.) | 4:21,20 (10.) | 165,481    |
| 8.               | Šoko Fudžimuraová        | Japonsko    | 41,12 (10.) | 1:21,11 (9.)  | 2:03,24 (7.)  | 4:20,55 (9.)  | 166,180    |
| 9.               | Masako Hozumiová         | Japonsko    | 41,44 (18.) | 1:21,40 (11.) | 2:02,89 (4.)  | 4:20,34 (8.)  | 166,493    |
| 10.              | Šiho Išizawaová          | Japonsko    | 40,84 (6.)  | 1:20,79 (8.)  | 2:05,16 (16.) | 4:21,61 (11.) | 166,556    |
|                  |                          |             |             |               |               |               |            |
| 23.              | Andrea Jirků             | Česko       | 42,93 (33.) | 1:23,83 (29.) | 2:07,23 (22.) | 4:25,03 (15.) | 171,426    |

### Stíhací závod družstev
- Závodu se zúčastnilo 11 týmů.

| Pořadí           | Jméno                                                                           | Celkový čas |
| ---------------- | ------------------------------------------------------------------------------- | ----------- |
| Zlatá medaile    | Nizozemsko Ingeborg Kroonová, Maren van Spronsenová, Foske Tamar van der Walová | 3:09,11     |
| Stříbrná medaile | Jižní Korea Kim Ju-lim, I Ču-jon, No Son-jong                                   | 3:09,24     |
| Bronzová medaile | Japonsko Šoko Fudžimuraová, Masako Hozumiová, Šiho Išizawaová                   | 3:11,42     |
| 4.               | USA Ericka Hawkeová, Mia Manganellová, Nancy Swiderová-Peltzová                 | 3:12,12     |
| 5.               | Německo Stephanie Beckertová, Angie Fischerová, Bente Krausová                  | 3:14,79     |
| 6.               | Kanada Nicole Garridová, Marie-Pier Gervaisová-Moreauová, Justine l'Heureuxová  | 3:16,84     |
| 7.               | Čína Fu Čchun-jen, Chuang Pej-ťing, Sü Ťin-ťin                                  | 3:17,08     |
| 8.               | Rusko Taťana Boďaginová, Darja Kaparejková, Jekatěrina Mališevová               | 3:19,99     |
| 9.               | Rumunsko Daniela Dumitruová, Raluca Moldovanová, Oana Opincariuová              | 3:26,76     |
| 10.              | Kazachstán Jelena Obaturovová, Olga Ucjaninová, Jelena Jervancevová             | 3:26,87     |